# Cydonia oblonga
Il cotogno (Cydonia oblonga Mill., 1768) è un albero da frutto appartenente alla famiglia delle Rosacee. È l'unica specie nota del genere Cydonia.
È uno dei più antichi alberi da frutto conosciuti: era coltivato già nel 2000 a.C. dai Babilonesi, tra i Greci era considerato frutto sacro ad Afrodite e in epoca romana era ben noto, venendo citato da Catone, Plinio e Virgilio.
I frutti in generale si chiamano cotogne; in particolare, le varietà a forma di mela sono dette mele cotogne, mentre quelle più allungate sono dette pere cotogne.

## Descrizione

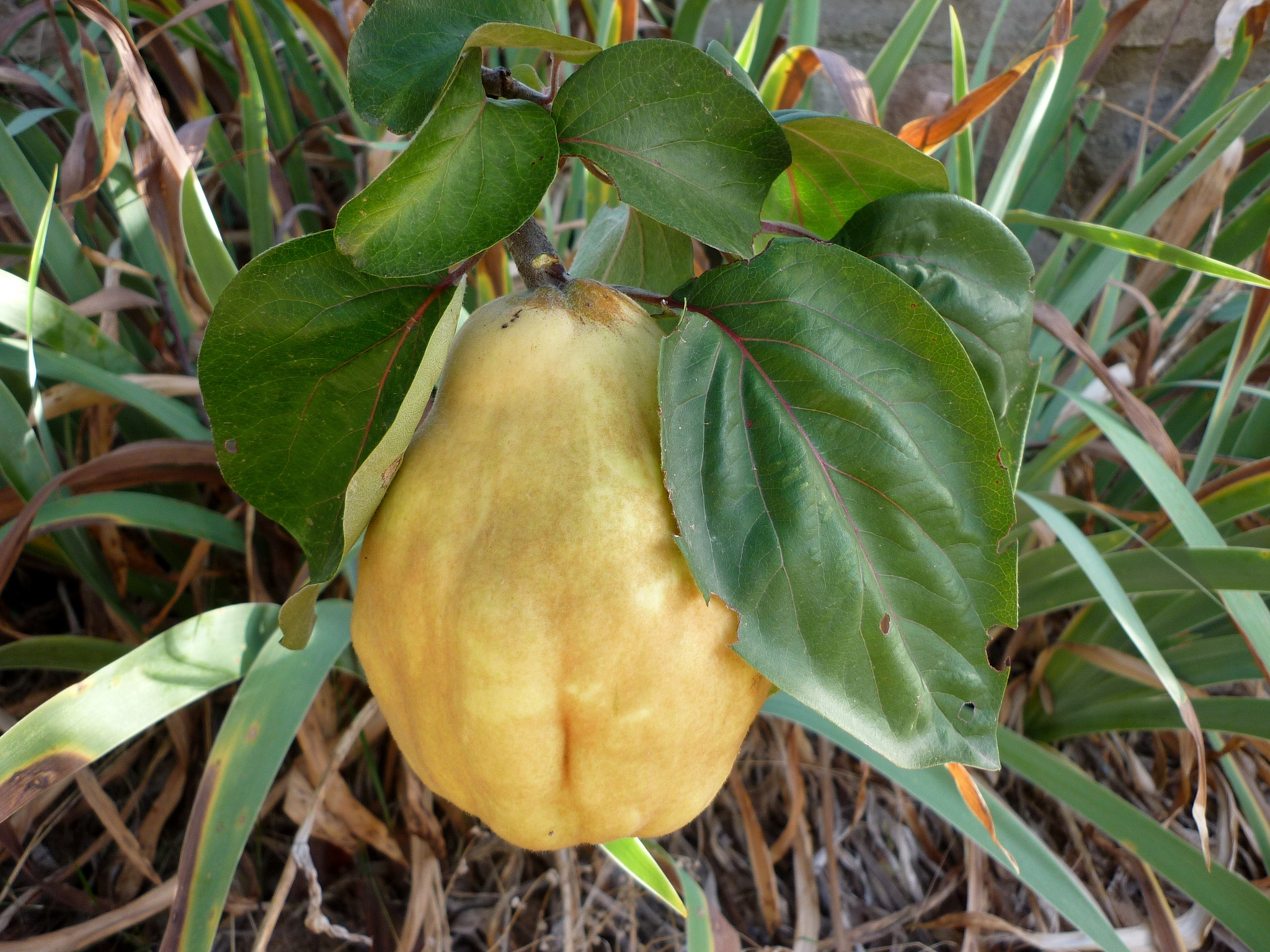
Cotogna

Il cotogno si presenta come un piccolo albero o arbusto, caducifoglie e latifoglie, che può raggiungere i 5–8 m di altezza. La pianta si adatta anche a suoli relativamente poveri purché ben drenati, soffre per eccesso di calcare. Le foglie alternate, semplici, sono lunghe 6–11 cm, con margine intero, pubescenti (finemente pelose).
I fiori sono bianchi o rosa, con cinque petali, con corolle di 5–7 cm di diametro; la fioritura avviene tardivamente (fine aprile inizio di maggio), e si ha dopo la emissione delle foglie.
I frutti, le cotogne, sono di colore giallo oro intenso, sono pomi di dimensioni variabili, (a volte molto grandi in alcune varietà) asimmetrici, maliformi o piriformi. La buccia del frutto è fittamente ricoperta di peluria che scompare a maturazione ed è comunque facilmente rimovibile. I frutti maturano fra settembre ed ottobre e la raccolta avviene tra fine ottobre e i primi di novembre.  La polpa è facilmente ossidabile (scurisce all'aria), poco dolce ed astringente con una certa quantità di tannino. I semi sono poligonali, numerosi, spesso agglutinati tra loro da uno strato di mucillagine.

## Tassonomia
È l'unica specie del genere Cydonia. Altre specie in precedenza incluse in questo genere sono oggi attribuite ad altri generi. Tra esse il cotogno cinese (Pseudocydonia sinensis), e alcune specie del genere Chaenomeles.

## Distribuzione e habitat
Originario dell'Asia Minore e della zona del Caucaso, oggi è diffuso principalmente nell'areale occidentale del Mediterraneo ed in Cina; un tempo molto diffuso anche in Italia, dagli anni '60 ad oggi si è verificata una notevole contrazione della produzione dato che la distribuzione dei frutti non interessa le grandi reti commerciali.

## Ecologia
Il frutto del cotogno è usato come nutrimento dai bruchi di alcune specie di farfalle quali Bucculatrix bechsteinella, Bucculatrix pomifoliella, Coleophora cerasivorella e Coleophora malivorella.

## Coltivazione
Quasi tutte le varietà sono autosterili, quindi per avere la fruttificazione occorre impiantare o avere presenti, almeno due varietà diverse per impollinarsi a vicenda. Per chiarimento: le piante originate da due semi diversi sono varietà diverse, due piante innestate con la stessa varietà sono lo stesso clone e quindi non sono varietà diverse. Alcune varietà sono parzialmente autofertili e con una sola varietà la produzione sarebbe limitata, perciò si avvantaggiano comunque dell'impollinazione incrociata (entro qualche decina di metri, con altre varietà).
Data la limitata dimensione propria delle piante di cotogno, governata anche da opportune potature, i cotogni trovano spazio e sono ancora coltivati in orti e frutteti domestici.
Il frutto era molto consumato fino a un secolo fa, ma ad oggi è diventato una rarità ed è considerato nei frutti dimenticati o minori.
Date le limitate dimensioni della pianta e la buona affinità di innesto, il cotogno è usato come portainnesto nanizzante per il pero nelle coltivazioni industriali.
Non tutte le cultivar di pero sono compatibili con il cotogno, William ad esempio non lo è e necessita di un intermediario, spesso Butirra Hardy o Passacrassana, che forniscono il tronco alla pianta.
Il frutto è commestibile sia cotto sia crudo. Crudo è aspro e duro, mentre cotto è molto gradevole e dolce.

### Cultivar
Le cultivar si differenziano per la forma del frutto, il colore, l'epoca di maturazione e la dimensione. Le varietà sono molte essendo un albero da frutto coltivato da millenni.
- maliformi: Del Portogallo, Mollesca, Champion, Ronda, Maliforme Tencara
- piriformi: Di Bazine, Gigante di Vrania, Lescovatz, Di Smirne

## Usi

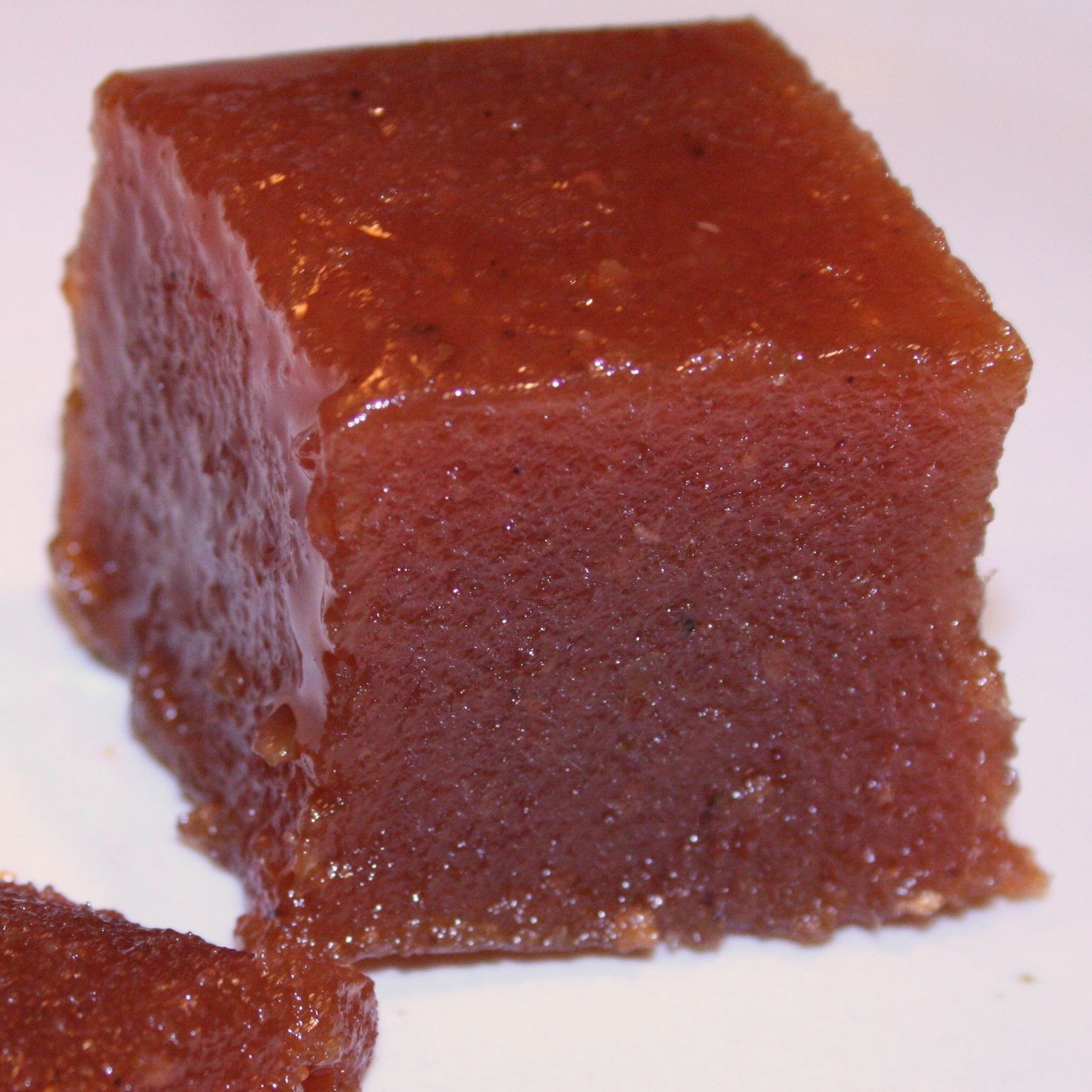
Pezzetto di cotognata

- Il frutto è usato per la preparazione di confetture, gelatine, mostarde, distillati, liquori e salse come la cognà, specialità culinaria piemontese. È anche ottimo sciroppato. La condizione di limitata dolcezza della polpa non significa assenza di zuccheri, ma la loro presenza sotto forma di lunghe catene glucidiche, che danno l'effetto soggettivo della scarsa dolcezza; con la cottura, nella preparazione di confetture, e quindi con la frammentazione dei polisaccaridi la polpa assume una dolcezza intensa, e la liberazione di un profumo di miele. L'elevato contenuto di pectina produce un veloce addensamento della confettura o della gelatina, limitando i tempi di cottura. In epoca precedente alla diffusione dello zucchero raffinato, la confettura semisolida di cotogne era, con il miele (costosissimo), uno dei pochi cibi dolci facilmente disponibili e soprattutto ben conservabili.
- I frutti venivano posti negli armadi e nei cassetti per profumare la biancheria, e, secondo la credenza, anche per scacciare gli spiriti maligni.
- Un liquore a base di cotogna denominato sburlon viene prodotto nel Parmense, in particolare nella Bassa vicino a Roccabianca.
- La cotognata, gelatina semisolida in piccoli pezzi, è molto famosa nella Sicilia orientale, a Lecce e nel Basso Lodigiano, soprattutto a Codogno.
- Viene usata anche per la preparazione della chicha morada, bevanda analcolica peruviana preparata facendo bollire il mais "morado" (una varietà tipica della zona) in acqua, con scorza di ananas, cotogne, un pizzico di cannella e chiodi di garofano.
- In Iran e in Afghanistan i semi di cotogna vengono bolliti e ingeriti come rimedio alla polmonite.
- A Malta un cucchiaino di marmellata di cotogna sciolto in acqua bollente viene usato contro il disagio intestinale.
- Nel subcontinente indiano la cotogna viene utilizzata dagli erboristi come rimedio a erosioni cutanee e ulcerazioni, se immerso in un gel contro le infiammazioni alle corde vocali.
- Nei paesi del Maghreb come Marocco e Algeria viene usato come ingrediente per preparare alcune pietanze locali tipo il tajine o la tanjia.

## Curiosità
- La parola marmellata viene dal portoghese marmelo che è il nome lusitano del cotogno.[4][5]
- Il sole della mela cotogna è un documentario drammatizzato del 1992 diretto da Víctor Erice, basato sulla vita del pittore spagnolo Antonio López García.